# Aram Chaos
Aram Chaos és un cràter d'impacte de grans proporcions del planeta Mart situat en l'extrem de Valles Marineris, a 2.6° nord i 21.5 oest, amb un diàmetre de 283.81 quilòmetres. Va ser anomenat el 1976.
Diversos processos geològics al llarg dels segles l'han reduït a una àrea circular de terreny chaos. Diferents observacions espectroscòpiques des de l'òrbita indiquen la presència d'hematita, indicant la possibilitat que hi haguera un ambient aquós en el passat.